# Clanadonia
Clanadonia es una banda escocesa de música tradicional celta, basada principalmente en la cultura de pictos y celtas. Mantienen siempre un estilo tribal, que se puede ver por su indumentaria y propuesta en escena cuando están ante el público. Su música se restringe netamente al uso de gaitas y tambores, aunque ocasionalmente incluyen voces. 
Desde su creación han publicado dos discos, el primero llamado Keepin' it Tribal, lanzado en el año 2007. En octubre del año 2014 lanzaron su segundo disco: Keepin' it Tribal 2. Desde el 2018 el grupo está preparando un tercer disco.

## Historia
Comenzaron como un grupo que hacía presentaciones de combates para programas de televisión y películas, y participaron en largometrajes como Braveheart, Gladiator, The New World y The Clan. Con el tiempo se han dedicado exclusivamente a sus presentaciones y a la grabación de sus discos.

## Integrantes
- Tu-Bardh Wilson - bombo, bodhran, voz
- Brad McMillan - gaita, percusión
- Wayne Manning - batería, percusión
- Craig Brown - bombo, percusión
- Robbie MacFarlane - batería, bodhran, percusión, voz
- Davie King - batería, percusión
- Ali Smith - gaita, batería, percusión

## Discografía
- Keepin' it Tribal (2007)
- Keepin' it Tribal 2 (2014)